# ITV Patagonia

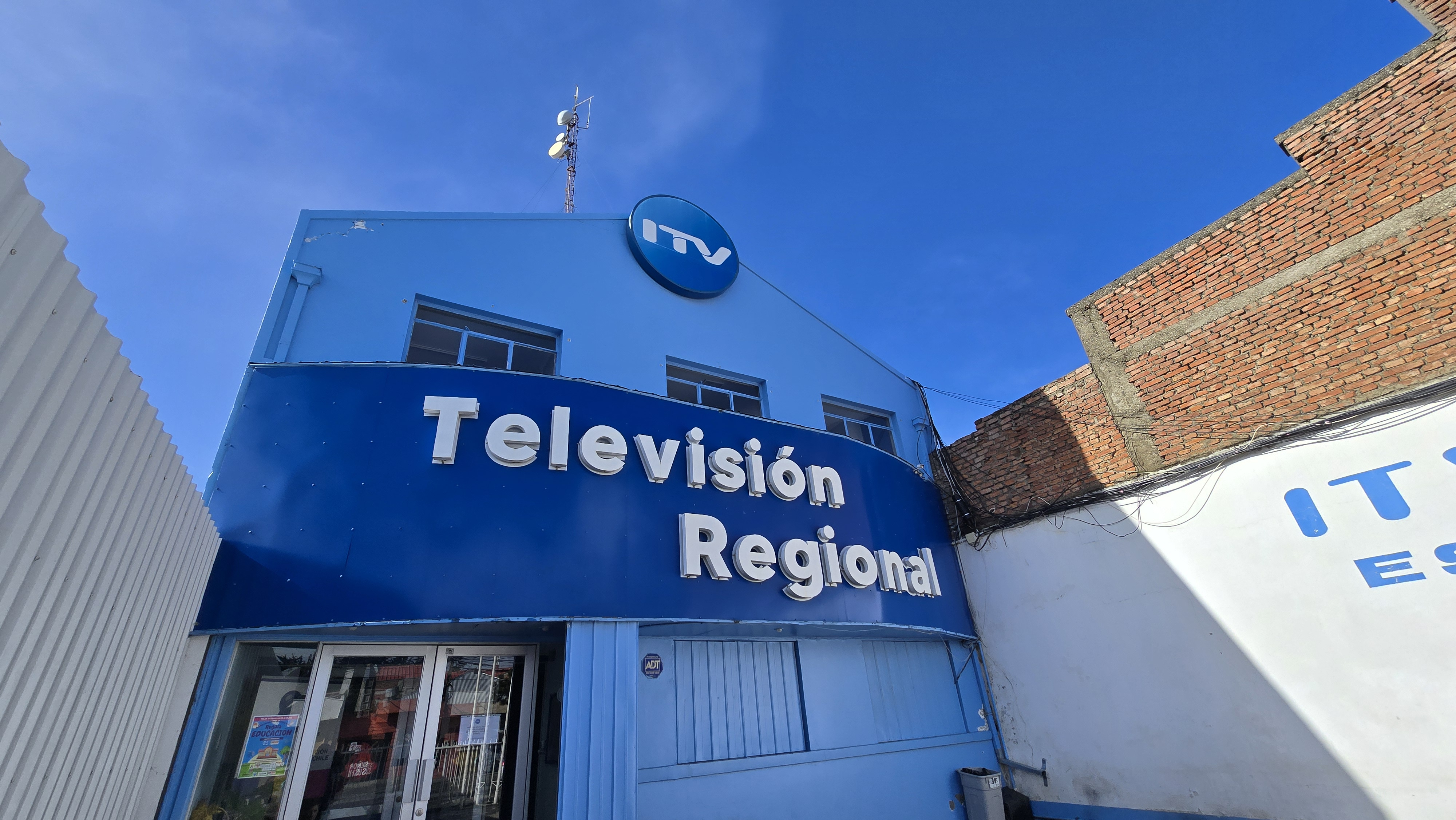
Frontis de canal ITV Patagonia de Punta Arenas en 2025.

ITV Patagonia es un canal de televisión abierta chileno, que emite en Punta Arenas por el canal 11 VHF, y fue lanzado el día 7 de julio de 1997.
Sus estudios están ubicados en calle Ignacio Carrera Pinto 654. Entre sus programas más destacados están ITV Noticias Central, Una Mañana en Familia, ITV Deportes, Lo Bueno, Lo Malo y Lo Feo, Teleautos, Patagonia Racing y La Guarida Motos TV.

## Historia
En 2013, empezaron a emitir por la TDT de manera experimental, siendo el primer canal en la Región de Magallanes en emitir de esa forma. Todo gracias a un concurso realizado por la Subtel, donde se le facilito un equipo transmisor con antena para facilitar su transmisión en HD.